# Імператриця Катерина II (лінійний корабель)
«Імператри́ця Катери́на II» (рос. дореф. «Императрица Екатерина II») — 84-гарматний вітрильний лінійний корабель Чорноморського флоту Російської імперії.

## Опис
Вітрильний 84-гарматний двопалубний лінійний корабель. Довжина корабля становила 58,47 метра, ширина — 15,54 метра, глибина інтрюма — 4,57 метра.
Озброєння корабля за відомостями з різних джерел становило 94 гармати. Батарея «Імператриці Катерини II» становила двадцять вісім 36-фунтових довгоствольних гармат на нижній палубі, на верхній — чотири 1-пудові єдинороги і тридцять дві 24-фунтові гармати. Ще шість 12-фунтових гармат і двадцять шість 24-фунтових карронад знаходилося на баці і чвертьпалубі. Екіпаж складав 745 осіб.
Корабель названо на честь імператриці Катерини II, за наказом якої утворено Чорноморський флот Російської імперії, 50-річчя якого мало відбутися у 1833 році. Датою заснування Чорноморського флоту вважається 1783 рік, коли в Севастополь увійшли судна, збудовані на Чорному морі.

## Історія
Закладений у Миколаєві на стапелі Спаського адміралтейства 27 серпня 1829 року за підрядом О. О. Перовського, сума якого склала 1 069 775 російських рублів. Головний будівник — генерал-майор корпусу корабельних інженерів М. І. Суровцов, в будівництві корабля брав участь капітан корпусу корабельних інженерів І. Д. Воробйов. Після спуску на воду 31 липня 1831 року, у наступному році перейшов до Севастополя і увійшов до складу Чорноморського флоту Російської імперії.
Під час військової кампанії Російської імперії 1833 року в складі ескадри під загальним командуванням контрадмірала М. П. Лазарєва брав участь в експедиції Чорноморського флоту на Босфор. 2 лютого 1833 року лютого кораблі ескадри залишили Севастополь і до 8 лютого прибули в Буюк-дере. 28 червня на кораблі завантажили війська й ескадра вийшла з протоки Босфор назад у Чорне море. Висадивши війська у Феодосії, до 22 липня кораблі ескадри повернулися до Севастополя. Під час експедиції командир корабля капітан 1-го рангу Л. І. Черніков був нагороджений турецькою золотою медаллю.
У 1834, 1835 і 1837 роках знову перебував у плаваннях у Чорному морі в складі практичних ескадр, а в кампанію 1837 року в березні та квітні також у складі ескадри брав участь у перевезенні 13-ї дивізії з Одеси до Севастополя.

### Кавказька війна

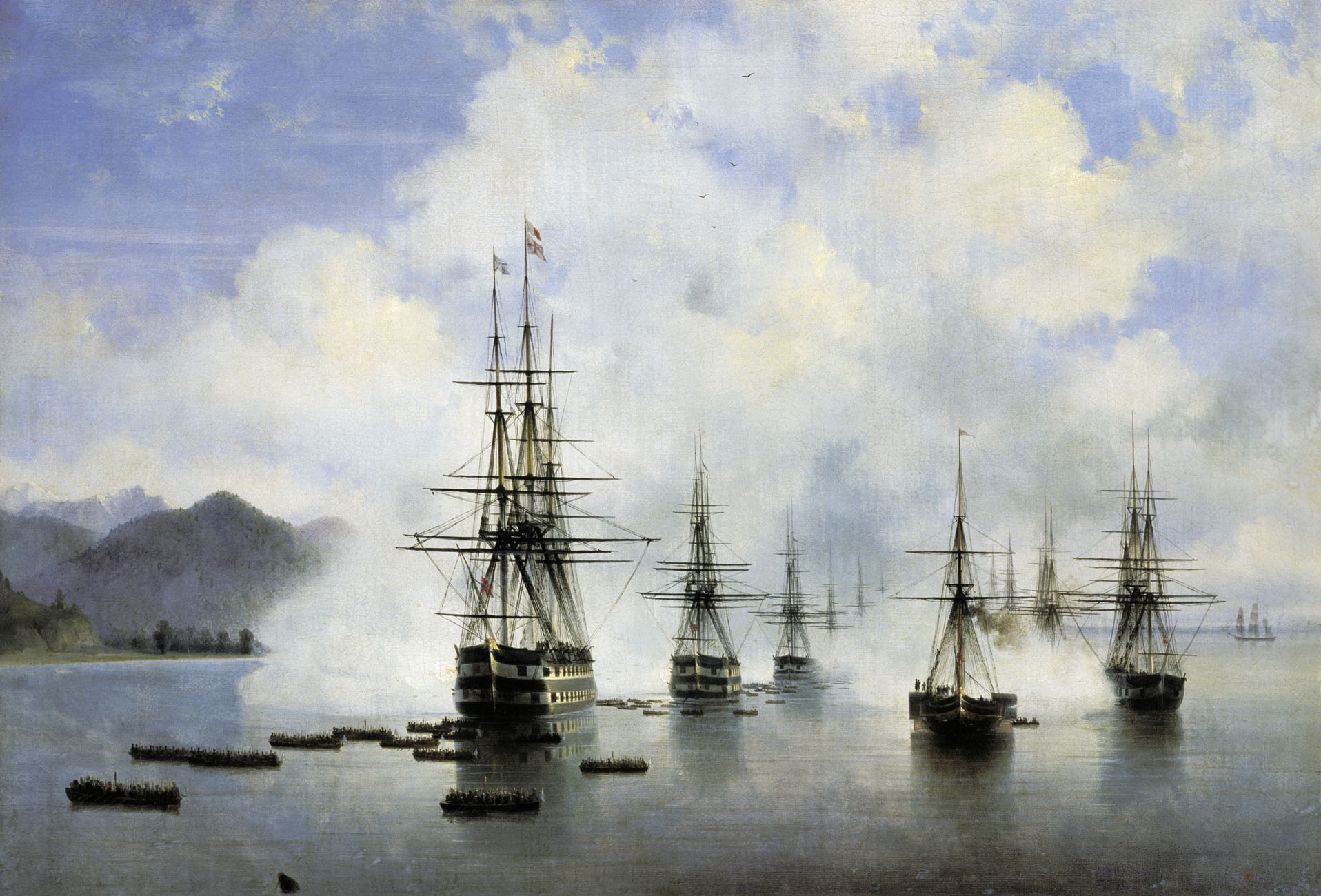
«Десант М. М. Раєвського в Субаші», картина І. К. Айвазовського, 1839

Брав участь у створенні Кавказької укріпленої берегової лінії. Під час військової кампанії 1838 року 13 квітня у складі ескадри контрадмірала Ф. Г. Артюкова брав участь у висадці десантів, що заснували форт Олександрія в гирлі річки Сочі. Десантний загін на судах перебував під командуванням генерал-майора А. М. Симборського і налічував близько 3500 чоловік. В ніч з 11 на 12 квітня ескадра висунулася з Сухум-Кале і вдень 13 квітня підійшла до гирла річки, де до другої години дня судна вишикувалися в бойовий порядок, а о третій почалася посадка на човни першої групи десантного закону, що складалася з 1600 осіб.
Після розподілу солдатів по човнах було розпочато артилерійську підготовку узбережжя, яка тривала півгодини. Відповідно до звіту Ф. С. Артюкова, коли припинився вогонь з фрегата «Бургас» і брига «Меркурій», розташованих на лівому фланзі (а очевидно і з кораблів), десантні шлюпки рушили до берега. Разом з тим, фрегат «Енос» та корвет «Месемврія» продовжували артобстріл із правого флангу. Потужний артобстріл аула засвідчив учасник подій, солдат Еріванського полку А. Х. Рукевич, який при перших залпах морських знарядь спостерігав, «як там забігали жінки в їхніх кольорових плащах, як чоловіки тягли на собі різний скарб і вели худобу».
Незважаючи на артобстріл берега з суден ескадри, черкеси, утримавшись «у ровах і завалах», відкрили рушничний вогонь по десантних човнах, що рухалися, і поранили одного з флотських офіцерів. У бою, що послідував після висадки, десантний загін зазнав найбільших втрат за 1837—1839 роки, які, згідно звіту А. М. Симборського, склали 208 осіб.
12 травня 1838 року корабель у складі ескадри віцеадмірала М. П. Лазарева брав участь у висадці десантів, які заснували Вельямінівське укріплення в гирлі річки Туапсе. 8 травня ескадра вийшла з Керченської протоки і вирушила до гирла річки, куди прибула 11 травня. Десантна операція розпочалася вранці наступного дня. Разом з тим, відповідно до звіту М. М. Раєвського, ескадра підійшла до Туапсе 12 травня, о десятій годині ранку, і відразу вишикувалася в бойовий порядок в 400 сажнях (853 метри) від берега.
10 липня того ж року у складі ескадри контрадмірала С. П. Хрущова корабель брав участь у висадці десантів, які заснували Тенгінське укріплення в гирлі річки Шапсухо. У цьому десанті, для додаткової артилерійської підтримки загону, що висаджувався, були задіяні і човни азовських козаків, якими командував флігель-ад'ютант принц Гогенлое Вальденбург.
Вже 12 вересня 1838 року в складі ескадри М. П. Лазарєва брав участь у висадці десанту в бухті при гирлі річки Цемес, ініційовану М. М. Раєвським. Зібраний для десанту зведений морський батальйон становив 600 осіб. Проте, цей десант був єдиним, який обійшовся практично без опору черкесів і, відповідно — без будь-яких втрат для десантного загону. В цьому ж році командир корабля, капітан 2-го рангу С. О. Стерленгов був нагороджений орденом Святої Анни II ступеня.
У кампанію наступного 1839 року знову брав участь у висадці десантів. Перший десант, зібраний на Тамані і розподілений по судах ескадри Чорноморського флоту, що прибула до гирла Керченської протоки 23 квітня. Ескадра під командуванням М. П. Лазарєва вийшла з Керченської протоки в море 28 квітня й досягла довколишніх гирл річок Шаха і Субаші 2 травня, о п'ятій годині вечора. Вранці наступного дня кораблі почали вишиковуватися в бойовий порядок на відстані 320 метрів від берега і згодом відкрили вогонь по укріпленнях кавказьких військ. Після закінчення артилерійського вогню, кораблі, серед яких і «Імператриця Катерина II», висадили десанти.
7 липня 1839 року у складі ескадри С. П. Хрущова висаджував десант в гирлі річки Псезуапсе. Ескадра прибула до гирла Псезуапсе 7 липня, о дев'ятій годині вечора. На наступний день кораблі ескадри вишикувалися в бойовий порядок на відстані 320 метрів від берега моря і навпроти правого берега гирла річки. Безпосередньо перед проведенням десанту вирішено висадити війська на лівий берег Псезуапе, а потім перейти на правий. Десанти заснували Головінське і Лазарєвське укріплення відповідно.
10 і 22 травня 1840 року в складі ескадри віцеадмірала М. П. Лазарєва висаджував десанти для взяття Вельямінівського і Лазарєвського фортів, раніше захоплених кавказцями. У квітні 1841 року перебував у складі загону, що перевозив війська з Керчі в Геленджик. Під час кампаній 1842—1844 років знову перебував в практичних плаваннях у складі ескадр кораблів Чорноморського флоту.
У 1845 році «Імператрицю Катерину II» відраховано до порту, а у 1847 році переобладнано на блокшив.

## Командири
- Л. І. Черніков (1832—1835);
- С. О. Стерленгов (1837—1844).